# Emerald (ö)
Emerald är en ö i Kiribati.   Den ligger i örådet Caroline och ögruppen Linjeöarna, i den västra delen av landet, 4 300 km öster om huvudstaden Tarawa. Arean är 1,0 kvadratkilometer.
Terrängen på Emerald är mycket platt. Öns högsta punkt är 13 meter över havet. Den sträcker sig 3,1 kilometer i nord-sydlig riktning, och 1,2 kilometer i öst-västlig riktning.